# Tillandsia roezlii
Tillandsia roezlii är en gräsväxtart som beskrevs av Charles Jacques Édouard Morren. Tillandsia roezlii ingår i släktet Tillandsia och familjen Bromeliaceae. Inga underarter finns listade i Catalogue of Life.